# Cyrtopogon rufitibialis
Cyrtopogon rufitibialis là một loài ruồi trong họ Asilidae. Cyrtopogon rufitibialis được Bigot miêu tả năm 1878. Loài này phân bố ở vùng Cổ Bắc giới.